# کنتون (دلاور)
کنتون، دلاور (به انگلیسی: Kenton, Delaware) یک سکونتگاه مسکونی در ایالات متحده آمریکا با جمعیت ۲۶۱ نفر است که در دلاویر واقع شده‌است.